# Плещеев, Михаил Иванович
Михаи́л Ива́нович Плеще́ев — русский дипломат, в 1770-е годы находившийся в Англии, в 1762—1773 гг. служил советником российского посольства.
Писал и публиковался под псевдонимами «Англоман»; «Один Оксфортский студент».
Брат Сергея Плещеева. О братьях Сергее и Михаиле Плещееве существуют документальные исторические романы А. Н. Глумова «Юные вольнодумцы» и «Судьба Плещеевых» (1973).
22 января 1775 года был избран членом «Вольного Российского собрания…» при Московском университете.

## «Англоман»
Его произведение «Письмо Англомана к одному из членов Вольного Российского собрания» 1775 года было тогда же напечатано в сборнике трудов общества. Это письмо вызвало полемику «Ответ на письмо Англоманово» был напечатан некоего А. Б. в том же журнале.
В этом письме он рассуждает, в частности, о Шекспире и о том, как его переводят на русский. Автор пробует сам перевести монолог Гамлета, и, вероятно, это является первой опубликованной русской версией текста:
Иль жить или не жить, теперь решиться должно,

Что есть достойнее великия души:

Фортуны ль злой сносить жестокие удары

Или, вооружась против стремленья бед,

Конец их ускорить, окончить жизнь, уснуть,

И тем всю скорбь пресечь, котора смертных доля…
Кто именно скрывался под псевдонимом «Англоман», долгое время оставалось загадкой.
Добролюбов видел в авторе княгиню Е. Р. Дашкову; Пыпин узнавал в нём С. Е. Десницкого. Однако не прошло и века, как аноним был разоблачен: в 1861 году Д. Ф. Кобеко в статье «Несколько псевдонимов в русской литературе XVIII в.» указал, что это был М. И. Плещеев, в дальнейшем об этом писали другие исследователи.
Также «Англоман» перевел памфлет Свифта 1712 года, напечатанный на русском как «Предложение о исправлении, распространении и установлении английского языка». Плещеев под псевдонимом печатал в сборниках трудов общества другие свои статьи и переводы.